# 国鉄クモル23形電車

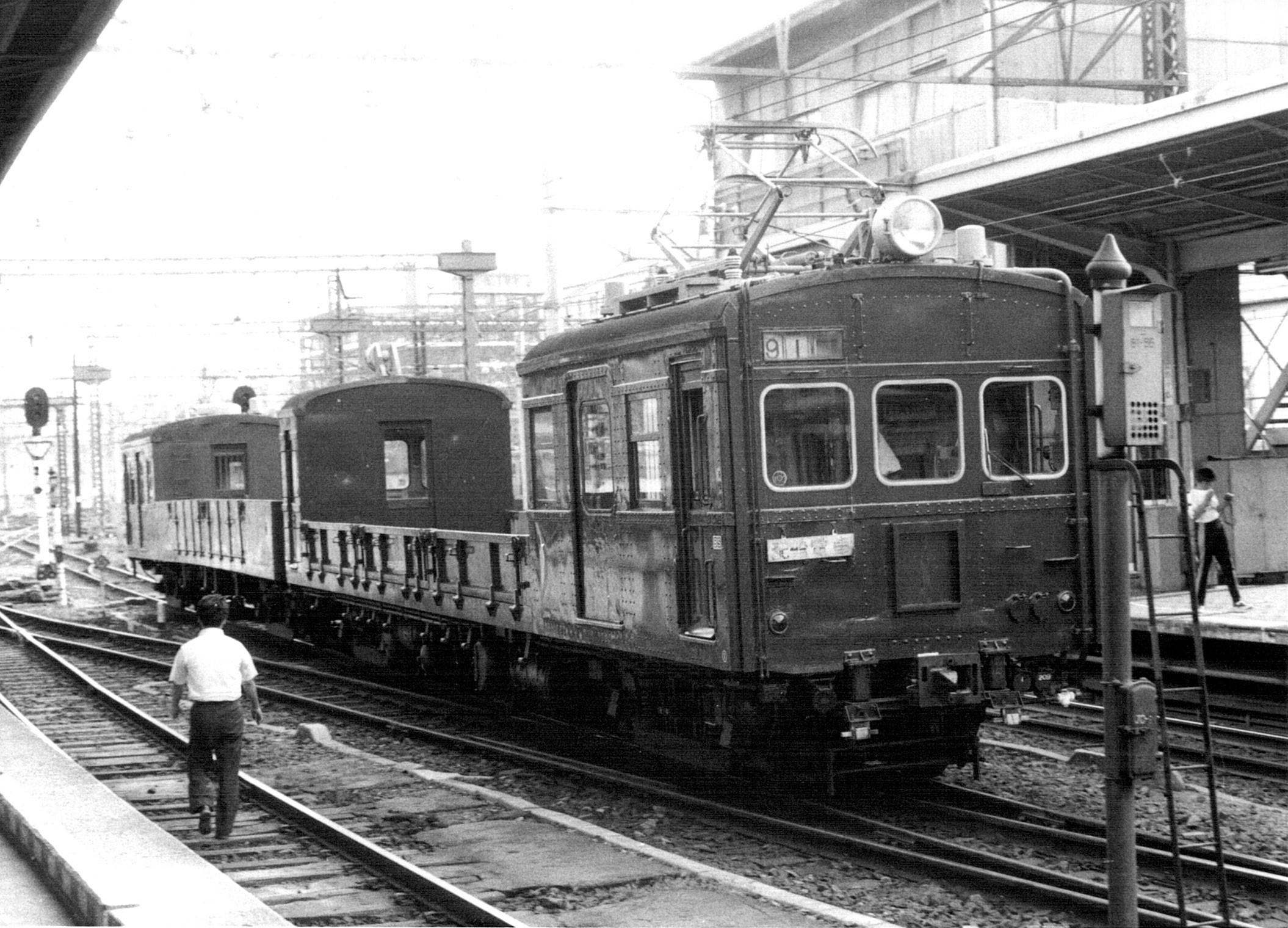
クモル23001

クモル23形は、かつて日本国有鉄道（国鉄）に在籍した旧形電車である。
車体長17m級の両運転台式事業用制御電動車（配給車）に与えられた形式で、7両が1959年（昭和34年）から1963年（昭和38年）にかけて、クモハ11形およびクモニ13形の改造により製作された。
車体の中央部を無蓋化しており、凹形の車体が特徴的である。有蓋室は前位だけのものと前後両側に設置しているものがある。区分は次のとおり。
クモル230001959年にクモハ11形200番台の改造により製作されたもの。有蓋室は前位のみで、後位は運転台のみである。増設側の運転台の雨樋は直線で、前位側と形態が異なっていた。荷重は無蓋部10t、有蓋部2t。詳細は国鉄31系電車を参照。
クモル23001・230021963年にクモハ11形100番台の改造により製作されたもの。有蓋室は前位のみで、後位は運転台のみである。無蓋部のあおり戸は23000に比べて250mm低い。23002の前位側前面はノーシル、後位側前面はノーシルノーヘッダーであり、窓はHゴム支持のクモハ73形近代化改造車に近い形態となっている。荷重は無蓋部9t、有蓋部3t。詳細は国鉄30系電車を参照。
クモル230031963年にクモニ13形（旧モハ34形）の改造により製作されたもの。有蓋室は前位のみで、後位は運転室のみである。無蓋部の側板は木製のあおり戸。詳細は国鉄33系電車を参照。
クモル230101961年（昭和36年）にクモニ13形（旧モハ34形）の改造により製作されたもの。有蓋室は前後両側に設けられており、無蓋部の側板は鋼製の固定式。種車は火災復旧車で、前面は非貫通、DT11形台車を履く変型車であった。荷重は無蓋部5t、有蓋部5t。詳細は国鉄33系電車を参照。

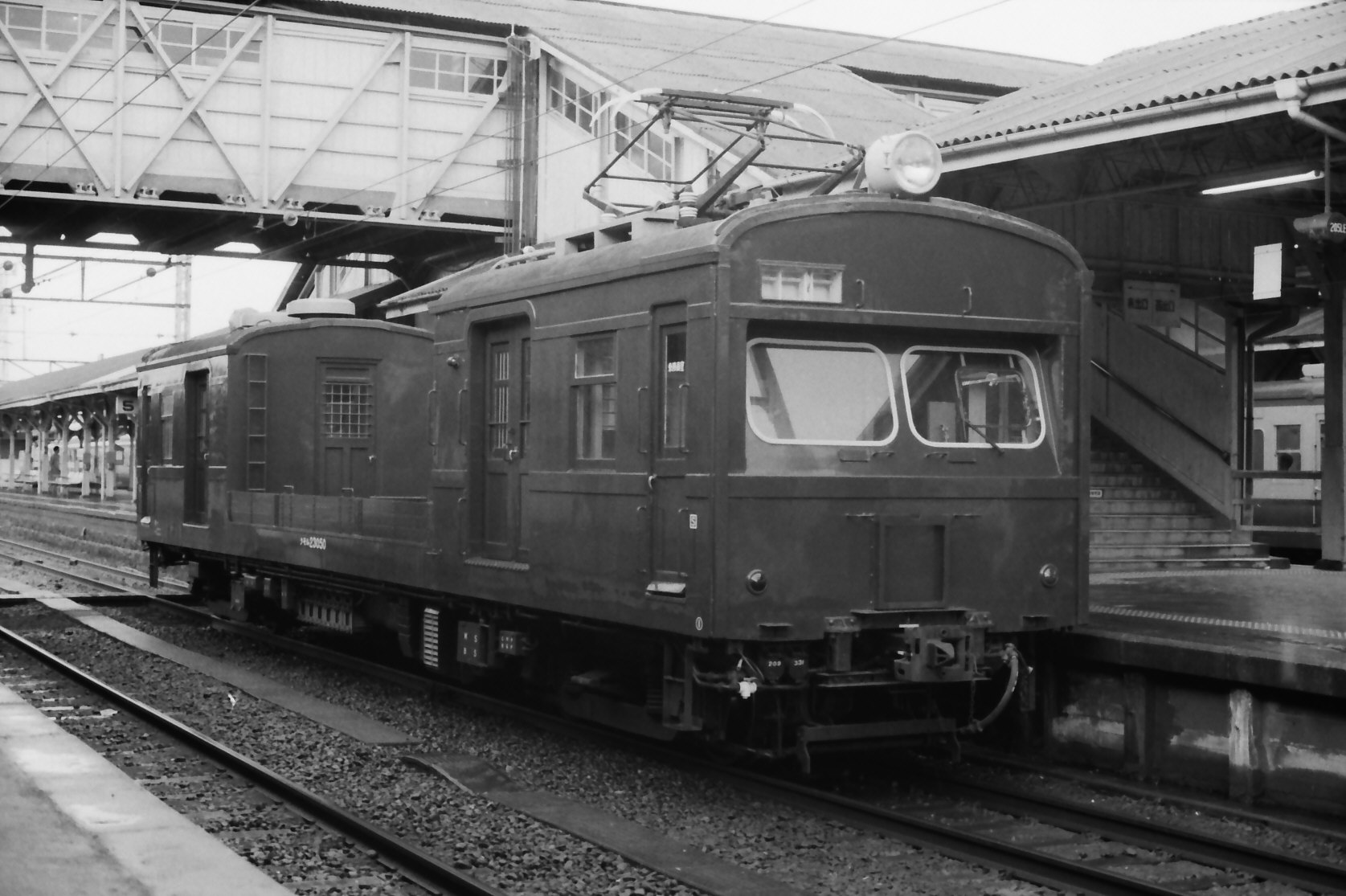
クモル２３０５０

クモル230501961年にクモニ13形（鋼体化改造車）の改造により製作されたもの。有蓋室は前後両側に設けられており、無蓋部の側板は木製のあおり戸。荷重は無蓋部5t、有蓋部5t。詳細は国鉄50系電車を参照。
クモル230601963年にクモニ13形（鋼体化改造車）の改造により製作されたもの。有蓋室は前位のみで、後位は運転室のみである。無蓋部の側板は木製の固定式。詳細は国鉄50系電車を参照。